# Суслов, Анисим Зиновьевич
Анисим Зиновьевич Суслов (1857—1929) — украинский актёр, театральный режиссёр, антрепренёр.
С 1879 по 1882 год изучал медицину в Дерптском и Бернском университетах. В 1882—1887 годах находился в ссылке.
На театральной сцене с 1888 года в труппах М. Л. Кропивницкого (до 1892 г.), братьев Тобилевичей, Г. Деркача (1893—1894), затем возглавлял собственную труппу (до 1898 г. вместе с А. Л. Суходольским). В 1909—1917 гг. в разных русских и украинских труппах. Жена — Ульяна Суслова была актрисой в труппе Саксаганского.
С 1918 по 1929 год руководил передвижными театрами и заводскими кружками, преподавал в Одесской драматической студии и снимался в фильмах: «Митя», «Сумка дипкурьера»(1927), «Проданный аппетит» (1928) и др.
Отмечался в ролях комиков и резонеров: писарь Скубко («По ревизии» М. Кропивницкого), цоколя («Служанка» Карпенко-Карого), Карась («Запорожец за Дунаем» С. С. Гулака-Артемовского), голова Явтух («Майская ночь» по Гоголю) и др.
Автор бытовых драм «Галя Русина», «Без просвета» и «За землю» и театральных воспоминаний, в частности,  о М. Л. Кропивницком, находящихся в Институте рукописи Национальной библиотеки Украины имени В. Вернадского (ф.Х, № 18230).

## Роли в кино
- 1909 — Тарас Бульба
- 1918 — Голгофа человеческих страданий
- 1919 — Саботажники
- 1919 — Апостол
- 1927 — Сумка дипкурьера — охранник
- 1927 — Непобедимые — капиталист
- 1927 — Митя — обыватель
- 1928 — Проданный аппетит — Бидатр, ресторатор
- 1928 — Октябрюхов и Декабрюхов — белоэмигрант-носильщик